# Birinşi Lïga 1998
La Birinşi Lïga 1998 è stata la 6ª edizione della seconda serie del campionato kazako di calcio.

## Stagione

### Novità
Nella precedente stagione, sono salite in massima serie Ferro Aqtöbe  (cha ha poi rinunciato a seguito dello scioglimento societario), Ýralec e Nasha Kompanııa. Dalla Qazaqstan Top Division 1997 è retrocesso l'Ūlytau, che successivamente si è sciolto. Il Qairat è ripartito dalla Birinşi Lïga, lasciando il suo posto in massima serie al CSKA Almaty.
Tre nuovi club hanno preso parte alla competizione: Tomırıs, Lokomotïv Almaty, Esil Petropavl e Munaıshy.
Il Qaınar è stato rinominato in Jetisw Promservïs.

### Formula
Il campionato è suddiviso in due fasi: nella prima fase, composta da quattro squadre (due club accedono direttamente alla fase finale), le prime tre classificate si qualificano alla fase finale, dove le prime tre classificate vengono promosse in Qazaqstan Top Division 1999.

## Prima fase
Lokomotïv Almaty e Munaıshy accedono direttamente alla fase finale.
|  | Pos. | Squadra           | Pt | G | V | N | P | GF | GS | DR  |
|  | ---- | ----------------- | -- | - | - | - | - | -- | -- | --- |
|  | 1.   | Tomırıs           | 9  | 3 | 3 | 0 | 0 | 7  | 0  | +7  |
|  | 2.   | Qairat            | 6  | 3 | 2 | 0 | 1 | 11 | 5  | +6  |
|  | 3.   | Esil Petropavl    | 3  | 3 | 1 | 0 | 2 | 3  | 4  | -1  |
|  | 4.   | Jetisý Promservıs | 0  | 3 | 0 | 0 | 3 | 2  | 14 | -12 |

Legenda:
      Ammessa fase finale
Note:
Tre punti a vittoria, uno a pareggio, zero a sconfitta.

## Fase finale
|  | Pos. | Squadra          | Pt | G | V | N | P | GF | GS | DR |
|  | ---- | ---------------- | -- | - | - | - | - | -- | -- | -- |
|  | 1.   | Tomırıs          | 12 | 4 | 4 | 0 | 0 | 7  | 0  | +7 |
|  | 2.   | Qairat           | 9  | 4 | 3 | 0 | 1 | 8  | 1  | +7 |
|  | 3.   | Munaıshy         | 4  | 4 | 1 | 1 | 2 | 2  | 7  | -5 |
|  | 4.   | Esil Petropavl   | 2  | 4 | 0 | 2 | 2 | 1  | 4  | -3 |
|  | 5.   | Lokomotïv Almaty | 1  | 4 | 0 | 1 | 3 | 0  | 6  | -6 |

Legenda:
      Promossa in Qazaqstan Top Division 1999
Note:
Tre punti a vittoria, uno a pareggio, zero a sconfitta.